# Zdeněk Žemla
Zdeněk "Jánský" Žemla va ser una tennista bohemi que va competir a començaments del segle xx.
El 1906 va prendre part en els Jocs Intercalats d'Atenes, on guanyà la medalla de bronze en les proves del programa de tennis individual masculí i dobles masculins, formant parella amb Ladislav Žemla.